# Scytinostroma hemidichophyticum
Espèce
Scytinostroma hemidichophyticum est une espèce de champignons agaricomycètes du genre Clavulinopsis et de la famille des Clavariaceae.